# Vesterborg Sogn
Vesterborg Sogn er et sogn i Lolland Vestre Provsti (Lolland-Falsters Stift).
I 1800-tallet var Birket Sogn anneks til Vesterborg Sogn. Begge sogne hørte til Lollands Nørre Herred i Maribo Amt. Trods annekteringen var de to selvstændige sognekommuner. Ved kommunalreformen i 1970 blev Vesterborg indlemmet i Højreby Kommune, Birket i Ravnsborg Kommune. Begge disse storkommuner indgik ved strukturreformen i 2007 i Lolland Kommune.
I sognet findes følgende autoriserede stednavne:
- Bøgeskov (bebyggelse)
- Bønnet (bebyggelse, ejerlav)
- Bønnet Holme (bebyggelse)
- Hulebækshuse (bebyggelse)
- Indtægten (areal, bebyggelse)
- Jysted (bebyggelse)
- Langesø (bebyggelse, ejerlav)
- Langesø Skovhave (bebyggelse)
- Ludvigshave (bebyggelse)
- Magletving (bebyggelse, ejerlav)
- Magletving Holme (bebyggelse)
- Pederstrup (ejerlav, landbrugsejendom)
- Rosningen (areal, bebyggelse)
- Saltov (bebyggelse)
- Skelstofte (ejerlav, landbrugsejendom)
- Søhuse (bebyggelse)
- Vedby (bebyggelse, ejerlav)
- Vesterborg (bebyggelse, ejerlav)
- Vesterborg Skovhuse (bebyggelse, ejerlav)
- Vesterborg Småhuse (bebyggelse)
- Vesterborggård (landbrugsejendom)